# Kite (Geórgia)
Kite é uma cidade  localizada no estado americano de Geórgia, no Condado de Johnson.

## Demografia
Segundo o censo americano de 2000, a sua população era de 241 habitantes.
Em 2006, foi estimada uma população de 239, um decréscimo de 2 (-0.8%).

## Geografia
De acordo com o United States Census Bureau tem uma área de 2,1 km², dos quais 2,1 km² cobertos por terra e 0,0 km² cobertos por água. Kite localiza-se a aproximadamente 76 m acima do nível do mar.

## Localidades na vizinhança
O diagrama seguinte representa as localidades num raio de 24 km ao redor de Kite.